# Le Mirage (film, 1909)
Cet article concerne le film de Louis Feuillade. Pour le film de Jean-Claude Guiguet, voir Le Mirage.
Pour les articles homonymes, voir Le Mirage.
Le Mirage est un film muet français réalisé par Louis Feuillade, sorti en 1909.

## Distribution
- Alice Tissot
- Maurice Vinot